# Лав (филм)
Лав (енгл. Lion) аустралијски је биографски драмски филм из 2016. године у режији Гарта Дејвиса у свом дугометражном редитељском дебију. Сценарио потписује Лук Дејвис на основу књиге Дуг повратак кући аутора Сару Брирлија и Ларија Батроуза, док су продуценти филма Емили Шерман, Ијан Канинг и Енџи Филдер. Музику су компоновали Волкер Бертелман и Дастин О’Халоран.
Глумачку екипу чине Дев Пател као одрасли Сару Брирли, Сани Павар, Руни Мара, Дејвид Венам и Никол Кидман. Светска премијера филма је била одржана 25. новембра 2016. у Сједињеним Америчким Државама.
Буџет филма је износио 12 000 000 долара, а зарада од филма је 140 300 000 долара.
Филм је добио пет номинација за BAFTA награду и победио у две — за најбољег глумца у споредној улози и најбољи адаптирани сценарио.
Такође, добио је четири номинације за Златни глобус укључујући награду за најбољи играни филм (драма), најбољег споредног глумца у играном филму и најбољу споредну глумицу у играном филму.
24. јануара 2017. године филм је добио номинације за шест Оскара − најбољи филм (Шерман, Канинг и Филдер), најбољег глумца у споредној улози (Пател), најбољу глумицу у споредној улози (Кидман), најбољу фотографију (Фразер), најбољи адаптирани сценарио (Дејвис) и најбољу оригиналну музику (О’Халоран и Бертелман).

## Радња
Петогодишњи Сару (Павар) изгуби се на возу који га одводи далеко од његовог дома и породице. Престрашен и збуњен нађе се хиљадама километара удаљеној хаотичној Колкати. Некако успева да преживи на улици и да избегне бројне опасности пре него заврши у сиротишту из којег га усваја пар из Аустралије. Он проналази љубав и сигурност одрастајући у Хобарту.
Не желећи да повреди осећања својих усвојитеља, Сару потискује своју прошлост, жељу и наду да ће ипак пронаћи биолошку мајку и рођеног брата. Али, случајни сусрет са групицом Индијаца буди његову потиснуту чежњу. Наоружан с неколико успомена и уз помоћ нове технологије познате као Google Earth, Сару креће у једну од најизазовнијих потрага модерног доба.

## Улоге
| Глумац       | Улога               |
| ------------ | ------------------- |
| Сани Павар   | дечак Сару Брирли   |
| Дев Пател    | одрасли Сару Брирли |
| Руни Мара    | Луси                |
| Дејвид Венам | Џон Брирли          |
| Никол Кидман | Су Брирли           |